# Kosma III (patriarcha Konstantynopola)
Kosma (ur. w Kilkis, zm. 1736) – patriarcha Aleksandrii w latach 1712–1714 i 1723–1736; patriarcha Konstantynopola w latach 1714–1716.

## Życiorys
Od 11 kwietnia 1703 r. był arcybiskupem Synaju (przełożonym Klasztoru Świętej Katarzyny). Funkcję tę sprawował do 2 lutego 1706 r., kiedy został wybrany metropolitą Klafdioupoleos. W 1712 r. był patriarchą Aleksandrii (jako Kosma II). Gdy z urzędu zrezygnował patriarcha Konstantynopola Cyryl IV, Kosma został 28 lutego 1714 r. wybrany jego następcą (jako Kosma III). Po śmierci patriarchy Samuela w 1723 r. został ponownie wybrany patriarchą Aleksandrii, którym pozostawał aż do śmierci w 1736 r. Jego prace są przechowywane w patriarchalnej Bibliotece w Kairze.